# Omer Bartov
Omer Bartov, en hébreu : עמר ברטוב, né le 17 avril 1954 à Ein HaHoresh dans le District centre en Israël, est un historien contemporain, professeur d'histoire européenne et de germanistique à l'université Brown, aux États-Unis. Il s'est spécialisé dans l'étude de la Shoah, notamment à propos du rôle de la Wehrmacht dans les territoires de l'Est. Son essai sur L'Armée d'Hitler, traduit en français en 1999, fait figure d'ouvrage de référence.

## Biographie
Né en Israël d'une famille juive originaire de Boutchatch (Ukraine soviétique) émigrée en Palestine mandataire dans les années 1930, Omer Bartov sert pendant quatre ans dans l'armée israélienne, notamment lors de la guerre du Kippour en 1973 et à l’occasion d’affectations en Cisjordanie, dans le nord du Sinaï et à Gaza. Il termine son service militaire en tant que commandant d’une compagnie d’infanterie.
Après avoir reçu sa formation à l'université de Tel Aviv et au St Antony's College d'Oxford (1983), il devient maître de conférences à l'université Harvard, directeur d'études à la Maison des Sciences de l'Homme (Paris), puis professeur à l'université Rutgers et à l'université Brown. Il est membre de l'Académie américaine des arts et des sciences depuis 2005.
En tant que spécialiste de la Seconde Guerre mondiale, Omer Bartov s'est opposé au mythe d'une Wehrmacht aux mains propres, stéréotype qui faisait de l'armée d'Hitler une entité politiquement neutre et peu soupçonnable de crimes de guerre ou de crimes contre l'humanité. Dans ses ouvrages The Eastern Front, 1941-1945 et Hitler's Army, il a au contraire démontré que l'armée du Troisième Reich, avec sa « discipline pervertie », était une institution intrinsèquement nazie qui a joué un rôle crucial lors de l'assassinat des Juifs dans les  territoires occupés de l'Union soviétique.
Bartov est considéré comme l'un des chefs de file dans ce domaine de recherche. Le journal new-yorkais The Forward voit en lui un chercheur de premier plan dans l'histoire des Juifs de Galicie.
Analysant les liens entre la guerre totale et le génocide, il est l'auteur de Murder in Our Midst, Mirrors of Destruction et Germany's War and the Holocaust. Dans The “Jew” in Cinema: From The Golem to Don't Touch My Holocaust, il étudie le recyclage des représentations antisémites à travers  les films.

## Prises de position sur Israël
Omer Bartov a pris position contre la politique de l’État d'Israël dans les territoires occupés en août 2023, quand il a co-signé, avec plus de 1 500 universitaires et personnalités publiques américaines, israéliennes et palestiniennes une lettre ouverte estimant qu'Israël appliquait « un régime d'apartheid » dans les territoires palestiniens occupés.
En août 2024, Omer Bartov estimait dans une tribune publiée par le quotidien anglais The Guardian que, au moins depuis l'offensive sur Rafah du 6 mai 2024 au cours de la guerre de Gaza, le pays était « engagé dans des crimes de guerre systématiques, des crimes contre l'humanité et des actes génocidaires » ; il y établit un parallélisme entre la rhétorique d'endoctrinement diffusée au sein de l'armée allemande pendant la guerre contre l'URSS et la rhétorique d'endoctrinement au sein de l'armée israélienne combattant à Gaza à la suite de l'attaque du 7 octobre 2023. Le 5 septembre 2024, cette tribune a été publiée en français sous le titre « Un historien du génocide face à Israël » dans Orient XXI. 
Le 15 juillet 2025, Bartov publie une autre tribune, intitulée « I’m a Genocide Scholar. I Know It When I See It », dans The New York Times ; dans cette tribune, il rappelle que dans le cas de la Palestine, le caractère intentionnel de la destruction d’un groupe national — qui définit le génocide —, a été exprimé publiquement par de nombreux responsables et dirigeants israëliens. Il affirme que, à la suite de ce génocide, la montée de l'intolérance, de la haine raciale, du populisme et de l'autoritarisme menace les valeurs universelles, et que le génocide nazi est constamment invoqué par le gouvernement israélien afin de dissimuler les crimes de son armée ; tout cela lui fait craindre qu'en conséquence la mémoire de la Shoah puisse perdre ses qualités d'appel à la justice universelle et d'avertissement à l'humanité tout entière,,,. En novembre 2023, il estimait encore qu'il n'y avait pas de preuve de ce génocide : selon lui, l'intention génocidaire était déjà caractérisée, mais il était encore temps d'empêcher Israël de laisser ses actions dégénérer en génocide.

## Choix de publications

### Ouvrages traduits en français
- L'Armée d'Hitler. La Wehrmacht, les nazis et la guerre, Paris, Hachette Littératures, « Pluriel », 1999  (ISBN 2-01-279151-4) ; rééd. Les Belles Lettres, Paris, coll. Le goût de l'Histoire, préf. Philippe Burrin, trad. fr. Jean-Pierre Ricard, 344 p., 2024  (ISBN 978-2251455389).
- Anatomie d'un génocide. Vie et mort dans une ville nommée Buczacz, Paris, Plein Jour, 2021  (ISBN 978-2-37067-056-4).
- Contes des frontières. Faire et défaire le passé en Ukraine, Paris, Plein Jour, 2024  (ISBN 978-2-37067-073-1).

### Ouvrages en langue anglaise
- The Eastern Front, 1941-1945: German Troops and the Barbarization of Warfare, Palgrave Macmillan, 2001.
- « Historians on the Eastern Front Andreas Hillgruber and Germany's Tragedy », dans Tel Aviver Jahrbuch für deutsche Geschichte, volume 16, 1987, p. 325-345.
- Hitler's Army: Soldiers, Nazis, and War in the Third Reich, Oxford Paperbacks, 1992.
- Murder in Our Midst: The Holocaust, Industrial Killing, and Representation, Oxford University Press, 1996.
- Mirrors of Destruction: War, Genocide, and Modern Identity, Oxford University Press, 2002.
- Germany's War and the Holocaust: Disputed Histories, Cornell University Press, 2003.
- The “Jew” in Cinema: From The Golem to Don't Touch My Holocaust, Indiana University Press, 2005.
- Erased: Vanishing Traces of Jewish Galicia in Present-Day Ukraine, Princeton University Press, 2007  (ISBN 978-0-691-13121-4). Paperback 2015  (ISBN 9780691166551)[13].
- Anatomy of a Genocide: The Life and Death of a Town Called Buczacz, New York, Simon & Schuster, 2018.  400 s.  (ISBN 1451684533 et 978-1451684537).

## Distinctions
- Fellow, Center for Advanced Study in the Behavioral Sciences, université Stanford, Californie.
- Berlin Prize Fellowship, American Academy in Berlin, Spring semester 2007[14].
- Fellow de l'Académie américaine des arts et des sciences, (2005)[15].
- Guest of the Director Fellowship, International Research Center for Cultural Studies (IFK), Vienne, Autriche (juin 2004)
- John Simon Guggenheim Fellowship (2003–2004).
- Radcliffe Institute for Advanced Study Fellow, Harvard University (2002–2003).
- National Endowment for the Humanities Fellowship for University Teachers (1996–1997).
- Fraenkel Prize in Contemporary History from the Institute for Contemporary History and Wiener Library, London, for the book Murder in Our Midst (1995).
- Raoul Wallenberg Professor in Human Rights and Senior Fellow, Rutgers Center for Historical Analysis, Rutgers University (1992–94).
- Directeur d'études, Maison des sciences de l'homme, Paris, France (1990).
- Junior Fellow, Society of Fellows, université Harvard (1989–1992).
- French Government Scholarship at the Bibliothèque nationale, Paris, France (1988).
- Alexander von Humboldt Fellow, Germany and France (1985–86, 1987, 1990, 1994).
- French Government Scholarship at the FIAP Language School in Paris, France (1985).
- Visiting Fellow, Davis Center for Historical Studies, Princeton University (1984)
- Rothschild Foundation Scholarship in support of studies at Oxford University (1981–1982).
- Research Fellowship, German Academic Exchange Service (DAAD), for work in German archives (1981).
- Research Fellowship, German Historical Institute, London, for work in German archives (1980).
- President's Fellowship, Tel-Aviv University, Israel, in support of tuition at Oxford University (1980–1983).
- Fulbright Fellowship for studies as a Ph.D. candidate at Stanford University (1979).
- DAAD Scholarship at the Goethe Institute in Murnau, Bavaria, Germany (1979).
- Certificate of Exceptional Merit from the Rector of Tel-Aviv University, Israel (1978).
- Certificate of Exceptional Merit from the Rector of Tel-Aviv University, Israel (1977).